# Liste de records spatiaux
 (février 2015).
Ceci est une liste de records spatiaux. La plupart de ces records concernent les vols humains mais certains sont plus génériques.

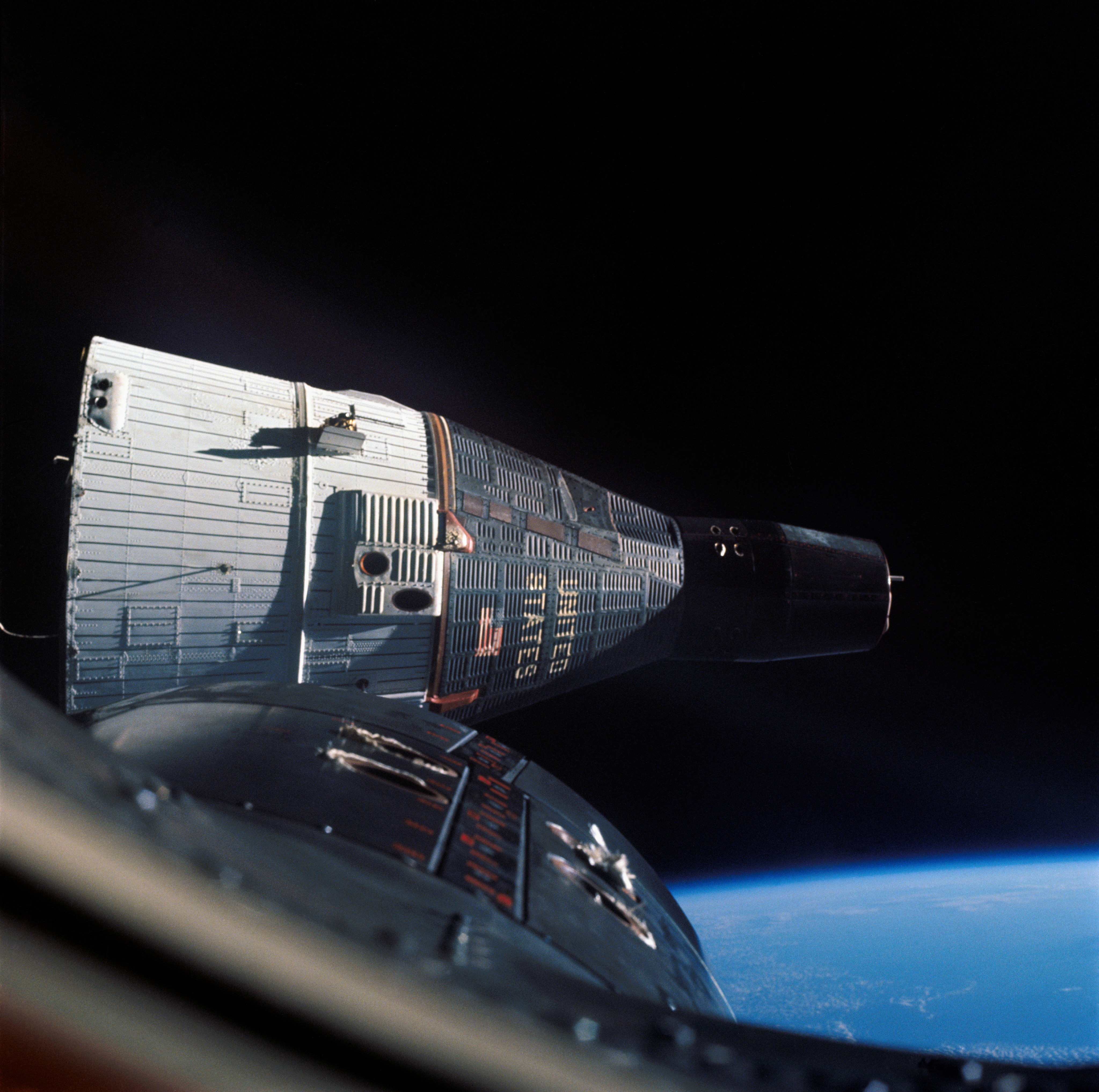
Le premier rendez-vous spatial de l'histoire des vols habités entre les vaisseaux Gemini 6A et Gemini 7 en 1965.

## Premier vol spatial habité indépendant
| Date            | Nom de la mission  | Équipage       | État             | Destination (attitude) | Commentaire |
| --------------- | ------------------ | -------------- | ---------------- | ---------------------- | --- |
| 12 avril 1961   | Vostok 1           | Youri Gagarine | Union soviétique | Terre (Vol orbital)    | Youri Gagarine devient le premier homme à atteindre l'espace et effectuer un vol orbital à bord de la capsule Vostok 3KA. Lancé par une fusée Vostok-K depuis le cosmodrome de Baïkonour. |
| 5 mai 1961      | Mercury-Redstone 3 | Alan Shepard   | États-Unis       | Terre (Vol suborbital) | Alan Shepard devient le premier Américain à atteindre brièvement l'espace (vol de 15 minutes) à bord de la capsule Mercury Freedom 7. Première mission spatiale habitée qui a atterri avec un pilote toujours dans le vaisseau spatial, donc le premier vol spatial habité complet selon les définitions de la FAI. Lancé par une fusée Mercury-Redstone depuis la base de lancement de Cap Canaveral. |
| 20 février 1962 | Mercury-Atlas 6    | John Glenn     | États-Unis       | Terre (Vol orbital)    | John Glenn devient le premier Américain à atteindre l'espace et effectuer un vol orbital à bord de la capsule Mercury Friendship 7. Lancé par une fusée Atlas LV-3B depuis la base de lancement de Cap Canaveral. |
| 15 octobre 2003 | Shenzhou 5         | Yang Liwei     | Chine            | Terre (Vol orbital)    | Yang Liwei devient le premier Chinois à effectuer un vol orbital à bord d'un vaisseau Shenzhou lancé par une fusée Longue Marche 2F depuis le centre spatial de Jiuquan. |

## Plus grand nombre de vols spatiaux
- 7 vols
  - Franklin Chang-Diaz -  États-Unis
  - Jerry L. Ross -  États-Unis

- 6 vols
  - John W. Young -  États-Unis
  - Curtis Brown -  États-Unis
  - Michael Foale -  États-Unis*
  - Sergei Krikalev -  Russie
  - Story Musgrave -  États-Unis
  - James Wetherbee -  États-Unis

(*) Également de citoyenneté britannique

## Plus grand nombre d'astronautes dans l'espace
En 2018, un maximum de 13 humains se sont retrouvés en même temps dans l'espace. La première fois eut lieu entre le 14 et le 18 mars 1995 avec sept personnes à bord de la navette spatiale américaine Endeavour lors de la mission STS-67 et six à bord de la station Mir lors de la mission Soyouz TM-21, ce chiffre sera égalé entre le 11 et 21 février 1997 puis deux jours en janvier 1998 dans les mêmes circonstances. Avec l'amarrage de l'Endeavour à la Station spatiale internationale le 17 juillet 2009 lors de la mission STS-127, nous avons pour la première fois treize astronautes à bord du même vaisseau spatial.
Le 15 septembre 2021, le nombre d'humains simultanément dans l'espace passe à 14 : 7 membres de l'expédition 65 sur l'ISS, 3 membres de Shenzhou 12 à bord de la Station spatiale chinoise et 4 sur Inspiration4.
Le 30 mai 2023, le nombre d’astronautes est de 17 personnes pendant deux jours : les 7 membres de l’ISS, auxquels s’ajoutent pendant 9 jours les 4 membres de la mission Ax-2, et enfin la rotation de 3 nouveaux membres de la station chinoise Tiangong remplaçant les précédents.
Le 11 septembre 2024, le record de 19 personnes est atteint jusqu'au 15 septembre : les 3 membres de la station chinoise, les 4 membres de la mission privée Polaris Dawn, les 12 membres de la station internationale dont les 3 personnes venues faire la veille une rotation d’équipage, et les deux astronautes de Starliner restés à bord de l’ISS. Le 11 décembre 2021, le nombre d'humains simultanément dans l'espace etait passé à 19, pendant 4 minutes : 8 membres de l'expédition 66 sur l'ISS, 2 touristes spatiaux japonais également sur l'ISS, 3 membres de Shenzhou 13 à bord de la Station spatiale chinoise et 6 touristes spatiaux à bord de New Shepard (NS-19). Cependant, le vol de New Shepard n’ayant pas reçu de numéro international de vol (International Flight Number), ce record est donc officieux.
Le 3 Août 2025, le record s'élève à 20 personnes, pendant quelques minutes : les 3 membres de la station chinoise Shenzou 20, les 11 membres de l'ISS pour l'expedition 73/74, composée de la mission SpaceX Crew-10 rejoint récemment par les 4 membres de la mission SpaceX Crew-11 ainsi que l'équipage de 3 membres du Soyouz MS-27. Pendant quelques minutes 6 touristes spatiaux à bord de New Shepard (NS-34). Cependant, le vol de New Shepard n’ayant pas reçu de numéro international de vol (International Flight Number), ce record est donc officieux.

## Records de durée

### Plus de temps cumulé dans l'espace
- Par sexe :
  - Homme - Le 5 février 2024, Oleg Kononenko dépasse le précédent record, détenu par Guennadi Padalka (878 jours et demi)[3]. À partir du 5 juin 2024, Oleg Kononenko devient le premier être humain à avoir cumulé 1 000 jours dans l'espace[4]. Padalka a cumulé 878 jours dans l'espace lors de 5 missions. Il était devenu l'homme qui a passé le plus de temps dans l'espace le 28 juin 2015, date à laquelle il avait surpassé le record de Sergueï Krikalev.
  - Femme - Peggy Whitson a cumulé 665 jours dans l'espace en trois missions.
- Par nationalité :
  -  Russie : Oleg Kononenko, plus de 878 jours (1110 jours)
  -  États-Unis : Peggy Whitson, 665 jours[5]

### Plus long vol spatial habité
- Valeri Polyakov, est parti le 8 janvier 1994 (Soyouz TM-18) et resté sur Mir LD-4 pendant 437,7 jours, durant lesquels il a effectué 7 075 révolutions autour de la Terre et parcouru 300 765 000 km (186 887 000 miles, soit plus de 2 au). Il a atterri le 22 mars 1995 (Soyouz TM-20).

### Progression du record du plus long vol spatial habité
Au 6 octobre 2024, le record de 437 jours de Valeri Poliakov reste non dépassé et risque de le rester qu’aux voyages vers la planète Mars.

| Date              | Nom de la mission | Équipage                                            | État             | Durée                      |
| ----------------- | ----------------- | --------------------------------------------------- | ---------------- | -------------------------- |
| 22 mars 1995      | Soyouz TM-20      | Valeri Poliakov                                     | Russie           | 437 jours 17 h 58 min      |
| 21 décembre 1988  | Soyouz TM-4       | Vladimir Titov Moussa Manarov                       | Union soviétique | 365 jours 22 h 39 min 47 s |
| 29 décembre 1987  | Soyouz TM-2       | Iouri Romanenko                                     | Union soviétique | 326 jours 11 h 37 min 59 s |
| 2 octobre 1984    | Soyouz T-10       | Leonid Kizim Oleg Atkov Vladimir Solovyov           | Union soviétique | 236 jours 22 h 49 min 4 s  |
| 10 décembre 1982  | Soyouz T-5        | Valentin Lebedev Anatoli Berezovoï                  | Union soviétique | 211 jours 9 h 4 min 32 s   |
| 11 octobre 1980   | Soyouz 35         | Valeri Rioumine Leonid Popov                        | Union soviétique | 184 jours 20 h 11 min 34 s |
| 19 août 1979      | Soyouz 32         | Valeri Rioumine Vladimir Liakhov                    | Union soviétique | 175 jours 35 min 37 s      |
| 2 novembre 1978   | Soyouz 29         | Vladimir Kovalionok Alexandre Ivanchenkov           | Union soviétique | 139 jours 14 h 47 min 32 s |
| 16 mars 1978      | Soyouz 26         | Georgi Gretchko Iouri Romanenko                     | Union soviétique | 96 jours 10 h 7 s          |
| 8 février 1974    | Skylab 4          | Gerry Carr Edward Gibson Bill Pogue                 | États-Unis       | 84 jours 1 h 15 min 31 s   |
| 25 septembre 1973 | Skylab 3          | Al Bean Owen Garriott Jack Lousma                   | États-Unis       | 59 jours 11 h 9 min 4 s    |
| 22 juin 1973      | Skylab 2          | Pete Conrad Joseph Kerwin Paul J. Weitz             | États-Unis       | 28 jours 49 min 49 s       |
| 29 juin 1971      | Soyouz 11         | Vladislav Volkov Georgi Dobrovolski Victor Patsaïev | Union soviétique | 23 jours 18 h 21 min 43 s  |
| 19 juin 1970      | Soyouz 9          | Andrian Nikolaïev Vitali Sevastianov                | Union soviétique | 17 jours 16 h 59 min       |
| 18 décembre 1965  | Gemini 7          | Frank Borman Jim Lovell                             | États-Unis       | 13 jours 18 h 35 min 1 s   |
| 29 août 1965      | Gemini 5          | Gordon Cooper Pete Conrad                           | États-Unis       | 7 jours 22 h 55 min 14 s   |
| 19 juin 1963      | Vostok 5          | Valeri Bykovski                                     | Union soviétique | 4 jours 23 h 7 min 2 s     |
| 15 août 1962      | Vostok 3          | Andrian Nikolaïev                                   | Union soviétique | 3 jours 22 h 22 min        |
| 7 août 1961       | Vostok 2          | Guerman Titov                                       | Union soviétique | 1 jour 1 h 18 min          |
| 12 avril 1961     | Vostok 1          | Youri Gagarine                                      | Union soviétique | 1 h 48 min                 |

### Plus long vol habité féminin
- Christina Koch détient le record de la plus longue période passée par une femme dans l'espace en une seule mission, d'une durée de 328 jours en continu[6]. Elle dépasse ainsi sa compatriote Peggy Whitson, avec 288 jours en continu lors des expéditions 50, 51 et 52[7],[8] et l'Italienne Samantha Cristoforetti, qui avait séjourné consécutivement 199 jours et 16 heures au bord de l'ISS le 12 juin 2015.

### Plus longue présence continue à bord d'un véhicule spatial
- Un partenariat international composé de la Russie, des États-Unis, du Canada, du Japon et des états membres de l'Agence Spatiale Européenne a maintenu une présence humaine dans l'espace ininterrompue depuis le 31 octobre 2000, date du lancement de Soyouz TM-31. Deux jours plus tard il rejoignait la station spatiale internationale. L'ISS est occupée depuis maintenant 24 ans.

### Plus long vol en solo
- Valeri Bykovski détient le record du plus long vol spatial en solo. Il a piloté Vostok 5 durant 4 jours et 23 heures du 14 au 19 juin 1963.

### Plus longue présence sur la Lune
- Eugene Cernan et Harrison Schmitt de la mission Apollo 17 ont passé 74 heures 59 minutes 40 secondes sur la surface lunaire après avoir aluni le 11 décembre 1972[9].

### Plus long temps en orbite lunaire
- Ronald Evans de la mission Apollo 17 est resté en orbite lunaire pendant 6 jours et 4 heures[10]. Record partagé avec les souris Fe, Fi, Fo, Fum et Phooey.

### Astronautes ayant cumulé le plus de temps en orbite
| Rang | Nom                              | Durée              | Pays            | Date |
| ---- | -------------------------------- | ------------------ | --------------- | ---- |
| 1    | Oleg Kononenko                   | 1110 j 14 h 57 min | Russie          | 2024 |
| 2    | Guennadi Padalka                 | 878 j 11 h 31 min  | Russie          | 2015 |
| 3    | Iouri Malentchenko               | 827 j 09 h 20 min  | Russie          | 2016 |
| 4    | Sergueï Krikaliov                | 803 j 09 h 39 min  | Russie          | 2005 |
| 5    | Alexandre Kaleri                 | 769 j 06 h 37 min  | Russie          | 2011 |
| 6    | Sergueï Avdeïev                  | 747 j 14 h 14 min  | Russie          | 1999 |
| 7    | Valeri Poliakov                  | 678 j 16 h 33 min  | Russie          | 1995 |
| 8    | Fiodor Iourtchikhine             | 672 j 20 h 38 min  | Russie          | 2017 |
| 9    | Peggy Whitson                    | 665 j 22 h 22 min  | États-Unis      | 2017 |
| 10   | Anatoli Soloviov                 | 651 j 02 h 48 min  | Russie          | 1998 |
| 11   | Viktor Afanassiev                | 555 j 18 h 31 min  | Russie          | 2001 |
| 12   | Iouri Oussatchiov                | 553 j 00 h 23 min  | Russie          | 2001 |
| 13   | Sergueï Volkov***                | 547 j 22 h 20 min  | Russie          | 2016 |
| 14   | Pavel Vinogradov                 | 546 j 22 h 32 min  | Russie          | 2013 |
| 15   | Alexandre Skvortsov              | 545 j 23 h 08 min  | Russie          | 2020 |
| 16   | Moussa Manarov                   | 541 j 12 h 59 min  | Russie****      | 1991 |
| 17   | Oleg Skripotchka                 | 536 j 03 h 48 min  | Russie          | 2020 |
| 18   | Jeffrey Williams                 | 534 j 02 h 48 min  | États-Unis      | 2016 |
| 19   | Anton Chkaplerov                 | 533 j 05 h 31 min* | Russie          | 2022 |
| 20   | Mikhaïl Tiourine                 | 532 j 02 h 49 min  | Russie          | 2014 |
| 21   | Oleg Novitski                    | 531 j 06 h 57 min  | Russie          | 2021 |
| 22   | Oleg Kotov                       | 526 j 05 h 03 min  | Russie          | 2014 |
| 23   | Scott Kelly                      | 520 j 10 h 33 min  | États-Unis      | 2016 |
| 24   | Mikhaïl Kornienko                | 516 j 10 h 00 min  | Russie          | 2016 |
| 25   | Aleksandr Viktorenko             | 489 j 01 h 35 min  | Russie          | 1995 |
| 26   | Anatoli Ivanichine               | 476 j 04 h 40 min  | Russie          | 2020 |
| 27   | Mark T. Vande Hei                | 470 j*             | États-Unis      | 2022 |
| 28   | Nikolaï Boudarine                | 444 j 01 h 26 min  | Russie          | 2003 |
| 29   | Iouri Romanenko**                | 430 j 18 h 21 min  | Russie          | 1987 |
| 30   | Thomas Pesquet                   | 396 j 11 h 34 min  | France          | 2021 |
| 31   | Alexandre Volkov***              | 391 j 11 h 52 min  | Russie          | 1991 |
| 32   | Iouri Onoufrienko                | 389 j 06 h 46 min  | Russie          | 2002 |
| 33   | Robert Shane Kimbrough           | 388 j 17 h 28 min  | États-Unis      | 2021 |
| 34   | Vladimir Titov                   | 387 j 00 h 51 min  | Russie          | 1997 |
| 35   | Vassili Tsibliev                 | 381 j 15 h 53 min  | Russie          | 1997 |
| 36   | Valeri Korzoune                  | 381 j 15 h 40 min  | Russie          | 2002 |
| 37   | Michael Fincke                   | 381 j 15 h 11 min  | États-Unis      | 2011 |
| 38   | Christopher Cassidy              | 377 j 17 h 48 min  | États-Unis      | 2020 |
| 39   | Alexeï Ovtchinine                | 374 j 19 h 30 min  | Russie          | 2019 |
| 40   | Leonid Kyzym                     | 374 j 17 h 58 min  | Russie          | 1986 |
| 41   | Michael Foale                    | 373 j 18 h 18 min  | États-Unis***** | 2004 |
| 42   | Aleksandr Serebrov               | 372 j 22 h 53 min  | Russie          | 1994 |
| 43   | Valeri Rioumine                  | 371 j 17 h 24 min  | Russie          | 1998 |
| 44   | Samantha Cristoforetti           | 370 j 05 h 45 min  | Italie          | 2022 |
| 45   | Donald Pettit                    | 369 j 16 h 41 min  | États-Unis      | 2012 |
| 46   | Luca Parmitano                   | 366 j 23 h 01 min  | Italie          | 2020 |
| 47   | Oleg Artemiev                    | 365 j 23 h 05 min  | Russie          | 2018 |
| 48   | Alexander Gerst                  | 362 j 01 h 49 min  | Allemagne       | 2018 |
| 49   | Vladimir Soloviov                | 361 j 22 h 50 min  | Russie          | 1986 |
| 50   | Sergueï Ryjikov                  | 358 j 02 h 25 min  | Russie          | 2021 |
| 51   | Thomas Reiter                    | 350 j 05 h 44 min  | Allemagne       | 2006 |
| 52   | Kōichi Wakata                    | 347 j 08 h 32 min  | Japon           | 2014 |
| 53   | Soichi Noguchi                   | 344 j 09 h 33 min  | Japon           | 2021 |
| 54   | Talgat Moussabaïev               | 341 j 09 h 47 min  | Kazakhstan      | 2001 |
| 55   | Andreï Borissenko                | 337 j 08 h 56 min  | Russie          | 2017 |
| 56   | Maxime Souraïev                  | 334 j 12 h 01 min  | Russie          | 2014 |
| 57   | Alexandre Missourkine            | 334 j              | Russie          | 2021 |
| 58   | Roman Romanenko**                | 333 j 11 h 00 min  | Russie          | 2013 |
| 59   | Vladimir Liakhov                 | 333 j 07 h 46 min  | Russie          | 1988 |
| 60   | Alexandre Samokoutiaïev          | 331 j 11 h 21 min  | Russie          | 2015 |
| 61   | Iouri Guidzenko                  | 329 j 22 h 48 min  | Russie          | 2001 |
| 62   | Sunita Williams                  | 321 j 17 h 15 min  | États-Unis      | 2012 |
| 63   | Guennadi Manakov                 | 309 j 21 h 20 min  | Russie          | 1993 |
| 64   | Aleksandr Pavlovitch Aleksandrov | 309 j 18 h 11 min  | Russie          | 1987 |
| 65   | Sergueï Riazanski                | 304 j 23 h 21 min  | Russie          | 2017 |
| 66   | Guennadi Strekalov               | 268 j 22 h 30 min  | Russie          | 1995 |
| 67   | Michael López-Alegría            | 257 j 22 h 39 min  | États-Unis      | 2007 |
| 68   | Viktor Savinykh                  | 252 j 20 h 22 min  | Russie          | 1998 |
| 69   | Vladimir Dejourov                | 244 j 05 h 29 min  | Russie          | 2001 |
| 70   | Oleg Atkov                       | 252 j 20 h 22 min  | Russie          | 1984 |
| 71   | Carl Walz                        | 230 j 13 h 04 min  | États-Unis      | 2002 |
| 72   | Leroy Chiao                      | 229 j 08 h 41 min  | États-Unis      | 2005 |
| 73   | Richard Mastracchio              | 227 j 13 h 38 min  | États-Unis      | 2014 |
| 74   | Daniel Bursch                    | 226 j 22 h 16 min  | États-Unis      | 2002 |
| 75   | William S. McArthur, Jr.         | 224 j 22 h 19 min  | États-Unis      | 2006 |
| 76   | Shannon Lucid                    | 223 j 03 h 54 min  | États-Unis      | 1996 |
| 77   | Valentin Lebedev                 | 219 j 06 h         | Russie          | 1982 |
| 78   | Vladimir Kovalionok              | 216 j 09 h 09 min  | Russie          | 1981 |
| 79   | Kenneth Bowersox                 | 211 j 14 h 12 min  | États-Unis      | 2002 |
| 80   | Anatoli Berezovoï                | 211 j 09 h 04 min  | Russie          | 1982 |
| 81   | Susan J. Helms                   | 210 j 23 h 06 min  | États-Unis      | 2001 |
| 82   | Michael Barratt                  | 211 j 11 h 46 min  | États-Unis      | 2011 |
| 83   | Jean-Pierre Haigneré             | 209 j 12 h 25 min  | France          | 1999 |
| 84   | Robert Thirsk                    | 205 j 21 h 48 min  | Canada          | 2009 |
| 85   | Edward Tsang Lu                  | 205 j 23 h 18 min  | États-Unis      | 2003 |
| 86   | John L. Phillips                 | 203 j 17 h 22 min  | États-Unis      | 2009 |
| 87   | André Kuipers                    | 203 j 15 h 51 min  | Pays-Bas        | 2012 |
| 88   | James Voss                       | 202 j 05 h 31 min  | États-Unis      | 2001 |
| 89   | Salijan Charipov                 | 201 j 14 h 50 min  | Russie          | 2005 |
| 90   | Leonid Popov                     | 200 j 14 h 45 min  | Russie          | 1982 |
| 91   | Iouri Lontchakov                 | 200 j 18 h 39 min  | Russie          | 2009 |
| 92   | Valeri Tokarev                   | 199 j 15 h 06 min  | Russie          | 2006 |
| 93   | Frank De Winne                   | 198 j 17 h 34 min  | Belgique        | 2009 |
| 94   | Michael E. Fossum                | 193 j 19 h 02 min  | États-Unis      | 2011 |
| 95   | Tracy Caldwell                   | 188 j 19 h 14 min  | États-Unis      | 2010 |
| 96   | Sergueï Trechtchiov              | 184 j 22 h 15 min  | Russie          | 2002 |
| 97   | Gregory Chamitoff                | 183 j 00 h 23 min  | États-Unis      | 2011 |
| 98   | Alexandre Lazoutkine             | 184 j 22 h 07 min  | Russie          | 1997 |
| 99   | Karen L. Nyberg                  | 180 j 00 h 32 min  | États-Unis      | 2013 |
| 100  | Catherine Coleman                | 180 j 04 h 00 min  | États-Unis      | 2011 |
| 101  | Douglas H. Wheelock              | 178 j 09 h 34 min  | États-Unis      | 2010 |
| 102  | Ronald J. Garan, Jr.             | 177 j 23 h 54 min  | États-Unis      | 2011 |
| 103  | Satoshi Furukawa                 | 167 j              | Japon           | 2011 |
| 104  | Chris Hadfield                   | 166 j              | Canada          | 2013 |
| 105  | Clayton Anderson                 | 166 j 21 h 10 min  | États-Unis      | 2010 |
| 106  | Michael Hopkins                  | 166 j 6 h 25 min   | États-Unis      | 2021 |
| 107  | Shannon Walker                   | 163 j 07 h 11 min  | États-Unis      | 2021 |

Recension effectuée le 6 février 2022
* Actuellement dans l'espace.
** Iouri et Roman Romanenko sont père et fils.
*** Alexandre et Sergueï Volkov sont également père et fils.
**** Manarov est aujourd'hui citoyen de l'Azerbaïdjan.
***** Foale a également la nationalité britannique.

### Temps de vol cumulé par nation
[Quand ?]

| Rang | Nation          | Nombre de personnes-jours |
| ---- | --------------- | ------------------------- |
| 1    | URSS/ Russie    | 17 421,32                 |
| 2    | USA             | 10 036,30*                |
| 3    | France          | 384,67                    |
| 4    | Royaume-Uni     | 381,65*                   |
| 5    | Allemagne       | 310,24                    |
| 6    | Canada          | 121,57                    |
| 7    | Japon           | 102,15                    |
| 8    | Italie          | 71,12                     |
| 9    | Suisse          | 42,50                     |
| 10   | Belgique        | 19,79                     |
| 11   | Espagne         | 18,88                     |
| 12   | Pays-Bas        | 17,90                     |
| 13   | Israël          | 15,93                     |
| 14   | Ukraine         | 15,69                     |
| 15   | Bulgarie        | 11,91                     |
| 16   | Chine           | 10,519                    |
| 17   | Afrique du Sud  | 9,893                     |
| 18   | Brésil          | 9,888                     |
| 19   | Syrie           | 8,910                     |
| 20   | Afghanistan     | 8,850                     |
| 21   | Tchécoslovaquie | 7,930                     |
| 22   | Autriche        | 7,928                     |
| 23   | Kazakhstan      | 7,925                     |
| 24   | Pologne         | 7,919                     |
| 25   | Slovaquie       | 7,914                     |
| 26   | Inde            | 7,903                     |
| 27   | Hongrie         | 7,865                     |
| 28   | Cuba            | 7,863                     |
| 29   | Mongolie        | 7,863                     |
| 30   | Vietnam         | 7,862                     |
| 31   | Roumanie        | 7,862                     |
| 32   | Arabie saoudite | 7,069                     |
| 33   | Mexique         | 6,878                     |

total au 8 avril 2006
(*) Michael Foale est compté sous deux nationalités.

## Records animaliers

### Premiers animaux dans l'espace
- Les premiers animaux dans l'espace sont des mouches lancées par les États-Unis en 1947 à bord d'une fusée V2 qui a atteint une altitude de 108 km. Ces mouches ont pu être récupérées en vie[11].

### Premier animal en orbite
- Laïka est le premier être vivant mis en orbite autour de la Terre. Elle a été lancée par l'URSS à bord de Spoutnik 2 le 3 novembre 1957. La technologie nécessaire pour désorbiter n'ayant pas encore été développée, il n'y avait pas d'espoir de survie. Belka et Strelka furent les premiers à être récupérés vivants après une mise en orbite.

### Plus long vol spatial canin
- Veterok (Ветерок, « Petite brise ») et Ugolyok (Уголёк, « Braise ») ont décollé le 22 février 1966 à bord de Cosmos 110 et sont restés 22 jours en orbite avant d'atterrir le 16 mars. Ce vol spatial ne fut pas égalé par l'être humain avant Skylab 2 en 1973 et reste le plus long vol spatial canin.

### Plus long vol spatial félin
- Félicette a décollé pour un vol suborbital à bord d'une fusée française Véronique le 18 octobre 1963. Elle fut le premier chat à aller dans l'espace, son vol a duré 13 minutes et elle fut récupérée vivante.

### Premiers animaux au-delà de l’orbite terrestre basse
- La sonde Zond 5 a survolé la lune le 18 septembre 1968 avant de revenir sur Terre. Elle contenait une charge biologique de deux tortues de Horsfields, des mouches, des vers de farine, des plantes, des graines et des bactéries.

## Records de vitesse et d'altitude

Représentation à l'échelle des records d'altitudes des missions humaines et animales.

### Vol spatial habité le plus éloigné de la Terre
- L'équipage d'Apollo 13, constitué de James Lovell, Fred Haise, John Swigert, en passant à 254 km (158 miles) d'altitude du côté opposé de la surface lunaire, a été à plus de 400 171 km (248 655 miles) de la Terre. Ce record a été atteint à 0 h 21 (temps universel) le 15 avril 1970.

### Mission la plus éloignée de la Terre
- À 24 893 533 930 kilomètres (en mai 2025), Voyager 1 est l'objet humain le plus éloigné de la Terre[12].

### Plus haute altitude pour une mission non lunaire
- Gemini 11 (Pete Conrad, Richard Gordon) lança son véhicule de ciblage Agena le 14 septembre, 1966, 40 heures 30 minutes après son décollage en atteignant un apogée de 1 374,1 km (854 miles).

### Progression du record d'altitude pour une mission non lunaire
| Date              | Nom de la mission | Équipage                                             | État             | Altitude |
| ----------------- | ----------------- | ---------------------------------------------------- | ---------------- | -------- |
| 14 septembre 1966 | Gemini 11         | Pete Conrad Richard Gordon                           | États-Unis       | 1374 km  |
| 18 juillet 1966   | Gemini 10         | John Young Michael Collins                           | États-Unis       | 763 km   |
| 18 mars 1965      | Voskhod 2         | Pavel Belyayev Alexeï Leonov                         | Union soviétique | 475 km   |
| 12 octobre 1964   | Voskhod 1         | Boris Yegorov Vladimir Komarov Konstantin Feoktistov | Union soviétique | 336 km   |
| 12 avril 1961     | Vostok 1          | Youri Gagarine                                       | Union soviétique | 315 km   |

### Plus grande vitesse
- La sonde Parker Solar Probe a atteint le 24 décembre 2024 la vitesse de 686 722 km/h[13].
- Pour un vol habité, l'équipage d'Apollo 10, Thomas Stafford, John W. Young et Gene Cernan, a atteint la plus grande vitesse jamais réalisée par un être humain : 39 896 km/h (11,1 km/s).

### Progression du record de vitesse
| Date              | Nom de la mission | Équipage                                  | État             | Vitesse                    |
| ----------------- | ----------------- | ----------------------------------------- | ---------------- | -------------------------- |
| 26 mai 1969       | Apollo 10         | Thomas Stafford John W. Young Gene Cernan | États-Unis       | 11 082 m/s (39 896 km/h)   |
| 21 décembre 1968  | Apollo 8          | Frank Borman Jim Lovell Bill Anders       | États-Unis       | 10 807 m/s (38 905,2 km/h) |
| 12 septembre 1966 | Gemini 11         | Pete Conrad Dick Gordon                   | États-Unis       | 8 003 m/s (28 810,8 km/h)  |
| 18 mars 1965      | Voskhod 2         | Pavel Beliaev Alexeï Leonov               | Union soviétique | 7 892 m/s (28 411,2 km/h)  |
| 3 octobre 1962    | Mercury 8         | Wally Schirra                             | États-Unis       | 7 850 m/s (28 260 km/h)    |
| 12 avril 1961     | Vostok 1          | Youri Gagarine                            | Union soviétique | 7 844 m/s (28 238,4 km/h)  |

## Records liés à l'âge

### Premier humain à effectuer un vol suborbital (par date de naissance)
- Joseph Albert Walker, né le 20 février 1921, à bord d'un North American X-15 durant le vol 90 (en) le 19 juillet 1963.

### Premier humain à effectuer un vol orbital (par date de naissance)
- Homme - Gueorgui Beregovoï, né le 15 avril 1921, à bord de Soyouz 3 le 26 octobre 1968.
- Femme - Valentina Terechkova, née le 6 mars 1937, à bord de Vostok 6 le 16 juin 1963.

### Le plus jeune
- Homme - Oliver Daemen, âgé de 18 ans, à bord de Blue Origin NS-16 le 20 août 2021 (vol suborbital).
- Homme - Guerman Titov, âgé de 25 ans, à bord de Vostok 2 le 6 août 1961 (vol orbital).
- Femme - Valentina Terechkova, âgée de 26 ans, à bord de Vostok 6 le 16 juin 1963.

### Le plus âgé
- Homme : William Shatner, âgé de 90 ans, à bord de Blue Origin NS-18 le 13 octobre 2021 (vol suborbital).
- Homme : John Glenn, âgé de 77 ans, à bord de STS-95 le 29 octobre 1998 (vol orbital).
- Femme : Wally Funk, âgée de 82 ans, à bord de Blue Origin NS-16, le 20 juillet 2021 (vol suborbital)

## Records de sorties extravéhiculaires

### Plus grand nombre de sorties spatiales
- Homme - Anatoly Solovyev, 16 sorties spatiales, pour une durée totale de 77 heures, 41 minutes, ce qui constitue également le record de durée cumulée pour des sorties extravéhiculaires.
- Femme - Peggy Whitson, 10 sorties pour une durée totale de 60 heures et 21 minutes.

### Progression du record de durée cumulée de sorties spatiales
| Date              | Équipage                       | État             | Durée                   |
| ----------------- | ------------------------------ | ---------------- | ----------------------- |
| 20 février 1992   | Sergueï Krikalev               | Russie           | 36 h - 7 sorties        |
| 25 avril 1991     | Moussa Manarov                 | Russie           | 33 h 23 min - 7 sorties |
| 31 mai 1986       | Leonid Kizim Vladimir Solovyov | Union soviétique | 31 h 38 min - 8 sorties |
| 17 décembre 1972  | Gene Cernan                    | États-Unis       | 25 h 20 min - 7 sorties |
| 25 avril 1972     | John Young                     | États-Unis       | 23 h 9 min - 8 sorties  |
| 5 août 1971       | David Scott                    | États-Unis       | 20 h 34 min - 7 sorties |
| 20 novembre 1969  | Pete Conrad                    | États-Unis       | 10 h 29 min - 6 sorties |
| 20 juillet 1969   | Buzz Aldrin                    | États-Unis       | 8 h 31 min - 5 sorties  |
| 14 novembre 1966  | Buzz Aldrin Jim Lovell         | États-Unis       | 5 h 33 min - 3 sorties  |
| 14 septembre 1966 | Dick Gordon Pete Conrad        | États-Unis       | 2 h 43 min - 3 sorties  |
| 5 juin 1966       | Gene Cernan Thomas Stafford    | États-Unis       | 2 h 7 min - 1 sortie    |
| 3 juin 1965       | Ed White James McDivitt        | États-Unis       | 0 h 36 min - 1 sortie   |
| 18 mars 1965      | Alexeï Leonov                  | Union soviétique | 0 h 24 min - 1 sortie   |

## Premières des vols habités
| Première                                                      | Personne(s) | Mission                                           | Pays                                     | Année           |
| ------------------------------------------------------------- | --- | ------------------------------------------------- | ---------------------------------------- | --------------- |
| Vol spatial et Vol orbital                                    | Youri Gagarine | Vostok 1                                          | Union soviétique                         | 1961            |
| Vol sub-orbital                                               | Alan Shepard | Freedom 7                                         | États-Unis                               | 1961            |
| Personne dans l'espace pendant 1 journée complète             | Gherman Titov | Vostok 2                                          | Union soviétique                         | 1961            |
| Vol spatial à 2 et Vol spatial à plusieurs                    | Andrian Nikolayev Pavel Popovich | Vostok 3 Vostok 4                                 | Union soviétique                         | 1962            |
| Plus long vol spatial seul : 5 jours                          | Valery Bykovsky | Vostok 5                                          | Union soviétique                         | 1963            |
| Femme dans l'espace                                           | Valentina Tereshkova | Vostok 6                                          | Union soviétique                         | 1963            |
| Vol sub-orbital avec un avion fusée                           | Joe Walker | X-15                                              | États-Unis                               | 1963            |
| Personne à aller 2 fois dans l'espace (au-delà de 100 km)     | Joe Walker | X-15 Flights 90 (en) et91 (en)                    | États-Unis                               | 1963            |
| 3 personnes dans un engin spatial                             | Vladimir Komarov Konstantin Feoktistov Boris Yegorov | Voskhod 1                                         | Union soviétique                         | 1964            |
| 2 personnes dans un engin spatial                             | Pavel Belyayev Aleksei Leonov | Voskhod 2                                         | Union soviétique                         | 1965            |
| Sortie extravéhiculaire                                       | Aleksei Leonov | Voskhod 2                                         | Union soviétique                         | 1965            |
| Manœuvres orbitales (changement d'orbite)                     | Gus Grissom, John W. Young | Gemini 3                                          | États-Unis                               | 1965            |
| Personne à participer à 2 vols spatiaux orbitaux              | Gordon Cooper | Faith 7 Gemini 5                                  | États-Unis                               | 1965            |
| Personnes restant 1 semaine complète dans l'espace            | Gordon Cooper Pete Conrad | Gemini 5                                          | États-Unis                               | 1965            |
| Rendez-vous spatial 4 personnes dans l'espace                 | Frank Borman, Jim Lovell Walter Schirra, Thomas Stafford | Gemini 7 Gemini 6A                                | États-Unis                               | 1965            |
| Personne restant 2 semaines complètes dans l'espace           | Frank Borman Jim Lovell | Gemini 7                                          | États-Unis                               | 1965            |
| Amarrage spatial                                              | Neil Armstrong David Scott | Gemini 8                                          | États-Unis                               | 1966            |
| Jonction avec 2 véhicules - Agena 10 et Agena 8               | John W. Young Michael Collins | Gemini 10                                         | États-Unis                               | 1966            |
| Sortie extravéhiculaire de 2 personnes                        | Aleksei Yeliseyev Yevgeny Khrunov | Soyouz 4 Soyouz 5                                 | Union soviétique                         | 1969            |
| Orbite lunaire                                                | Frank Borman James Lovell Bill Anders | Apollo 8                                          | États-Unis                               | 1968            |
| Atterrissage sur la Lune                                      | Neil Armstrong Buzz Aldrin | Apollo 11                                         | États-Unis                               | 1969            |
| Triple vol spatial 7 personnes dans l'espace                  | Shonin, Kubasov Filipchenko, Volkov, Gorbatko Shatalov, Yeliseyev | Soyouz 6 Soyouz 7 Soyouz 8                        | Union soviétique                         | 1969            |
| Plus longue durée pour un vol spatial 17,66 jours             | Andrian Nikolayev Vitali Sevastyanov | Soyouz 9                                          | Union soviétique                         | 1970            |
| Station spatiale                                              | Georgi Dobrovolski Viktor Patsayev Vladislav Volkov | Soyouz 11                                         | Union soviétique                         | 1971            |
| Personne en orbite pendant 4 semaines (1 mois)                | Pete Conrad Joseph Kerwin Paul Weitz | Skylab 2                                          | États-Unis                               | 1973            |
| Personne en orbite pendant 8 semaines (2 mois)                | Alan Bean Jack Lousma Owen Garriott | Skylab 3                                          | États-Unis                               | 1973            |
| Personne en orbite pendant 12 semaines (3 mois)               | Gerald Carr William Pogue Edward Gibson | Skylab 4                                          | États-Unis                               | 1974            |
| Personne en orbite pendant 20 semaines (5 mois)               | Vladimir Kovalyonok, Aleksandr Ivanchenkov | Salyut 6 EO-2, Soyouz 29-Soyouz 31                | Union soviétique                         | 1978            |
| Personne en orbite pendant 26 semaines (6 mois)               | Leonid Popov, Valery Ryumin | Salyut 6 EO-4, Soyouz 35-Soyouz 37                | Union soviétique                         | 1980            |
| Personne à voler sur 4 engins spatiaux différents             | John Watts Young | STS-1/Columbia                                    | États-Unis                               | 1981            |
| Vol spatial de 4 personnes                                    | Vance Brand,Robert F. Overmyer Joseph P. Allen, William B. Lenoir | STS-5/Columbia                                    | États-Unis                               | 1982            |
| Personne à voyager 6 fois dans l'espace                       | John Watts Young | STS-9/Columbia                                    | États-Unis                               | 1983            |
| Vol spatial de 5 personnes. Première américaine dans l'espace | Robert L. Crippen, Frederick H. Hauck John M. Fabian, Sally K. Ride, Norman E. Thagard | STS-7/Challenger                                  | États-Unis                               | 1983            |
| Vol spatial de 6 personnes                                    | John W. Young, Brewster H. Shaw Owen K. Garriott, Robert A. Parker, Ulf Merbold-DE, Byron K. Lichtenberg | STS-9/Columbia                                    | États-Unis Allemagne                     | 1983            |
| Personne en orbite pendant 33 semaines (8 mois)               | Leonid Kizim, Vladimir Solovyov, Oleg Atkov | Salyut 7 EO-3, Soyouz T-10-Soyouz T-11            | Union soviétique                         | 1984            |
| Vol spatial de 7 personnes                                    | Robert L. Crippen, Jon A. McBride Kathryn D. Sullivan, Sally K. Ride, David C. Leestma, Marc Garneau-CA, Paul D. Scully-Power | STS-41-G/Challenger                               | États-Unis Canada                        | 1984            |
| Vol d'une station spatiale jusqu'à une autre station spatiale | Leonid Kizim Vladimir Solovyov | Soyouz T-15                                       | Union soviétique                         | 1985            |
| Vol spatial de 8 personnes                                    | Henry W. Hartsfield, Steven R. Nagel Bonnie J. Dunbar, James F. Buchli, Guion S. Bluford, Reinhard Furrer-DE, Ernst Messerschmid-DE, Wubbo Ockels-NL | STS-61-A/Challenger                               | États-Unis Allemagne de l'Ouest Pays-Bas | 1985            |
| Personne en orbite pendant 52 semaines (12 mois)              | Vladimir Titov, Musa Manarov, Oleg Atkov | Mir EO-3, Soyouz TM-4-Soyouz TM-6                 | Union soviétique                         | 1988            |
| Sortie extravéhiculaire de 3 personnes                        | Pierre J. Thuot, Richard J. Hieb Thomas D. Akers | STS-49/Endeavour                                  | États-Unis                               | 1991            |
| 9 personnes dans l'espace sans amarrage                       | Shuttle:James D. Wetherbee, Eileen M. Collins, Michael Foale, Janice E. Voss, Bernard A. Harris Jr., Vladimir G. Titov Mir: Valeri Polyakov, Alexander Viktorenko, Yelena Kondakova                                                                      | STS-63/Discovery, Mir                             | États-Unis Russie Royaume-Uni            | 1995            |
| 10 personnes dans l'espace avec amarrage                      | Robert L. Gibson, Charles J. Precourt, Ellen S. Baker, Bonnie J. Dunbar, Gregory J. Harbaugh, Anatoly Solovyev, Nikolai Budarin, Norman E. Thagard, Vladimir Dezhurov, Gennady Strekalov                                                                 | STS-71/Atlantis, Mir                              | États-Unis Russie                        | 1995            |
| Seconde fois avec 13 personnes dans l'espace sans amarrage    | Shuttle:Kenneth D. Bowersox, Scott J. Horowitz, Mark C. Lee, Steven A. Hawley, Gregory J. Harbaugh, Steven L. Smith, Joseph R. Tanner Mir: Vasili Tsibliyev, Aleksandr Lazutkin, Valery Korzun, Alexandr Kaleri, Reinhold Ewald-DE, Jerry M. Linenger-US | STS-82/Discovery, Mir, Soyouz TM-24, Soyouz TM-25 | États-Unis Russie Allemagne              | 1997            |
| Vol spatial humain privé                                      | Mike Melvill | SpaceShipOne (vol 15P)                            | États-Unis                               | 21 juin 2004    |
| 13 personnes dans l'espace avec amarrage                      | | STS-67/Endeavor, Mir, Soyouz TM-21                | États-Unis                               | 17 juillet 2009 |

## Vols spatiaux non habités remarquables
| Corps céleste                  | Mission         | Évènement | Pays                        | Date               |
| ------------------------------ | --------------- | --- | --------------------------- | ------------------ |
| Terre                          | A4              | Premier vol spatial | Reich allemand              | 3 octobre 1942     |
| Terre                          | Spoutnik 1      | Premier satellite envoyé en orbite | Union soviétique            | 4 octobre 1957     |
| Terre                          | Vanguard 1      | Plus ancien satellite à être encore en orbite. La durée de son orbite devrait atteindre 240 ans. Il a cessé de transmettre en mai 1964. | États-Unis                  | 17 mars 1958       |
| Lune                           | Luna 1          | Premier passage à proximité, distance de 5 995 km                                                                                       | Union soviétique            | 4 janvier 1959     |
| Lune                           | Luna 2          | Premier engin à atteindre un corps céleste                                                                                              | Union soviétique            | 14 septembre 1959  |
| Terre                          | Discoverer 13   | Premier satellite à être récupéré au sol                                                                                                | États-Unis                  | 11 août 1960       |
| Vénus                          | Venera 1        | Premier survol à une distance de 100 000 km (communication perdue avant le survol)                                                      | Union soviétique            | 19 mai 1961        |
| Vénus                          | Mariner 2       | Premier survol à une distance de 34 762 km (avec communication)                                                                         | États-Unis                  | 14 décembre 1962   |
| Mars                           | Mariner 4       | Premier survol à 9 846 km | États-Unis                  | 14 juillet 1965    |
| Lune                           | Luna 9          | Premier atterrissage en douceur | Union soviétique            | 31 janvier 1966    |
| Vénus                          | Venera 3        | Premier contact | Union soviétique            | 1er mars 1966      |
| Lune                           | Luna 10         | Première mise en orbite lunaire | Union soviétique            | 3 avril 1966       |
| Vénus                          | Venera 7        | Premier atterrissage en douceur | Union soviétique            | 1er août 1970      |
| Lune                           | Luna 16         | Premier retour automatique d'échantillons de sol                                                                                        | Union soviétique            | 24 septembre, 1970 |
| Lune                           | Luna 17         | Premier véhicule automatique - Lunokhod 1                                                                                               | Union soviétique            | 17 novembre 1970   |
| Mars                           | Mariner 9       | Première mise en orbite | États-Unis                  | 14 novembre 1971   |
| Mars                           | Mars 2          | Premier impact | Union soviétique            | 27 novembre 1971   |
| Mars                           | Mars 3          | Premier atterrissage en douceur, transmissions interrompues 20 secondes après le contact                                                | Union soviétique            | 2 décembre 1971    |
| Jupiter                        | Pioneer 10      | Premier survol à une distance de 130 000 km                                                                                             | États-Unis                  | 3 décembre 1973    |
| Mercure                        | Mariner 10      | Premier survol à une distance de 703 km                                                                                                 | États-Unis                  | 29 mars 1974       |
| Vénus                          | Venera 9        | Première mise en orbite | Union soviétique            | 22 octobre 1975    |
| Soleil                         | Helios 2        | Plus grande vitesse d'une sonde relativement au soleil : 247 510 km/h à un périhélie de 0.29 UA                                         | Allemagne de l'Ouest        | 17 avril 1976      |
| Saturne                        | Pioneer 11      | Premier survol à une distance de 21 000 km                                                                                              | États-Unis                  | 1er septembre 1979 |
| Vénus                          | Vega 1          | Première sonde portée par ballon d'hélium                                                                                               | Union soviétique            | 11 juin 1985       |
| Uranus                         | Voyager 2       | Premier survol à une distance de 81 500 km                                                                                              | États-Unis                  | 24 janvier 1986    |
| Comète de Halley               | Vega 1          | Premier survol d'une comète à 8 890 km                                                                                                  | Union soviétique            | 6 mars 1986        |
| Comète de Halley               | Giotto          | Premier survol d'une comète à 596 km | Union européenne            | 14 mars 1986       |
| Soleil                         | Pioneer 10      | Première sonde à atteindre la vitesse de libération du système solaire                                                                  | États-Unis                  | 13 juin 1986       |
| Neptune                        | Voyager 2       | Premier survol à une distance de 40 000 km                                                                                              | États-Unis                  | 25 août 1989       |
| 951 Gaspra                     | Galileo         | Premier survol d'un astéroïde à une distance de 1 600 km                                                                                | États-Unis                  | 29 octobre 1991    |
| Jupiter                        | Galileo         | Premier contact | États-Unis                  | 7 décembre 1995    |
| Jupiter                        | Galileo         | Première mise en orbite | États-Unis                  | 7 décembre 1995    |
| Mars                           | Mars Pathfinder | Premier véhicule automatique - Sojourner                                                                                                | États-Unis                  | 4 juillet 1997     |
| (433) Éros                     | NEAR Shoemaker  | Première mise en orbite autour d'un astéroïde                                                                                           | États-Unis                  | 14 février 2000    |
| (433) Éros                     | NEAR Shoemaker  | Premier atterrissage en douceur sur un astéroïde                                                                                        | États-Unis                  | 12 février 2001    |
| Saturne                        | Cassini orbiter | Première mise en orbite | Union européenne États-Unis | 1er juillet 2004   |
| Titan                          | Huygens         | Premier atterrissage en douceur | Union européenne États-Unis | 14 janvier 2005    |
| Comète Tempel 1                | Deep Impact     | Premier impact sur une comète | États-Unis                  | 4 juillet 2005     |
| Soleil                         | Voyager 1       | Plus grande distance à la Terre : 14 milliards de km                                                                                    | États-Unis                  | (en 2005)          |
|                                | Pioneer 6       | Plus longue durée de vie d'une sonde spatiale : contact repris brièvement le 8 décembre 2000, après près de 35 ans de mission.          | États-Unis                  | (en 2005)          |
| 67P/Tchourioumov-Guérassimenko | Rosetta         | Première orbite autour d'une comète | Union européenne            | 10 septembre 2014  |
| 67P/Tchourioumov-Guérassimenko | Philae          | Premier atterrissage sur une comète | Union européenne            | 12 novembre 2014   |
| Arrokoth                       | New Horizons    | Premier survol d'un objet de la ceinture de Kuiper                                                                                      | États-Unis                  | 1er janvier 2019   |
| Mars                           | Ingenuity       | Premier vol aérodynamique propulsé sur un autre astre                                                                                   | États-Unis                  | 19 avril 2021      |